# 乔希·威廉斯 (足球運動員)
乔舒亚·阿龙·威廉斯（英語：Joshua Aaron Williams；2002年11月24日—）是一名英格蘭足球運動員，司職邊衛和翼鋒，現時效力英格蘭足球乙級聯賽球會卡莱尔联足球俱乐部。

## 球會生涯
威廉斯8歲時便在伯明翰青年學院學習踢球，2019年7月取得青訓獎學金，加入球會青年隊。
2021年至2022年英格蘭足總盃第三輪主場對英甲球會普利茅斯的比賽，威廉斯首次在聯業比賽上場，在加时赛期間替補取代马克西姆·科林。2022年至2023年英格蘭聯賽盃對诺里奇城的比賽，是他生涯中首次先發上場，球隊最終在點球大戰落敗出局。四天後他首次參加英格兰足球联赛，在55分鐘換入取代受傷的馬克·羅伯茨，而球隊最後以1-0輸球。之後的7場英冠比賽，他參加了6場。2023年7月，他與球會續約三年，9月1日他被外借到英格蘭足球甲級聯賽球會車頓咸至2024年1月。外借期間他共上場9次，其中5次是在聯賽。回到母會後，他下一次上場是到2024年10月英格蘭足球聯賽錦標賽，之後被外借到英格蘭足球全國聯賽球會盖茨黑德至2025年1月末。外借期間共上場13次，其中10次是在聯賽。
2025年1月21日，他在盖茨黑德的外借提早結束，並與英格蘭足球乙級聯賽球會卡莱尔联簽約兩年半加盟。